# مستقيمات أجنحة بدائية
مستقيمات الأجنحة البدائية (الاسم العلمي: Protorthoptera)، وهي رتبة منقرضة من حشرات حقبة الحياة القديمة، وتمثل أصنوفة سلة مهملات وتجميع شبه عرق من حديثات الأجنحة القاعدية. ظهرت خلال فترة الفحمي الأوسط (السربوخوفي المتأخر أو الباشكري المبكر)، مما يجعلها من أقدم الحشرات المجنحة المعروفة في السجل الأحفوري.